# Лохусуу
Лохусуу (ест. Lohusuu) — невеликий район (ест. alevik) у волості Муствее повіту Йигева на північному сході Естонії. Це був адміністративний центр волості Лохусуу. За даними перепису населення 2011 року населення селища становило 317 осіб.

## Населення
За даними перепису населення 2011 року в селищі проживало 317 осіб, з них 141 (44,5 %) - естонці.
| Рік    | 2000 | 2011  | 2018  | 2019  | 2020  |
| ------ | ---- | ----- | ----- | ----- | ----- |
| Людина | 415  | ▼ 317 | ▲ 329 | ▲ 335 | ▼ 325 |